# Songs of minutes
Songs of Minutes is een album van het Erik Vermeulen Trio. Het is opgenomen in de Igloo Studio (in Brussel) op 17, 18 en 19 april. Het album bevat zowel eigen werk als covers (van Thelonious Monk, Harold Arlen, Charlie Haden, Duke Ellington and Billy Strayhorn).

## Nummers
1. Evidence (T. Monk) – 2:59
2. Long Time (E. Vermeulen) – 4:39
3. Monk's Dream (T. Monk) – 4:39
4. Come Rain Or Come Shine (H. Arlen) – 7:40
5. Three Minutes And A Half (S. La Rocca) – 3:44
6. Before Silence (E. Vermeulen) – 3:31
7. Silence (C. Haden) – 4:11
8. Misterioso (T. Monk) – 5:22
9. The Star Crossed Lovers (D. Ellington, B. Strayhorn) – 3:13
10. Bemscha Swing (T. Monk) – 5:25

## Erik Vermeulen Trio
- Erik Vermeulen - piano
- Salvatore La Rocca - contrabas
- Jan De Haas - slagwerk